# 紀元前253年
紀元前253年（きげんぜん253ねん）は、ローマ暦の年である。
当時は、「グナエウス・セルウィリウス・カエピオとガイウス・センプロニウス・ブラエススが共和政ローマ執政官に就任した年」として知られていた（もしくは、それほど使われてはいないが、ローマ建国紀元501年）。紀年法として西暦（キリスト紀元）がヨーロッパで広く普及した中世時代初期以降、この年は紀元前253年と表記されるのが一般的となった。

## 他の紀年法
- 干支 : 戊申
- 日本
  - 皇紀408年
  - 孝霊天皇38年
- 中国
  - 秦 - 昭襄王54年
  - 楚 - 考烈王10年
  - 斉 - 斉王建12年
  - 燕 - 燕王喜2年
  - 趙 - 孝成王13年
  - 魏 - 安釐王24年
  - 韓 - 桓恵王20年
- 朝鮮 :
- ベトナム :
- 仏滅紀元 : 294年
- ユダヤ暦 :

## できごと

### セレウコス朝
- セレウコス朝とプトレマイオス朝の間で行われた第二次シリア戦争が終結した。アンティオコス2世は、プトレマイオス2世から、ミレトスやエフェソス、フェニキアを含むアナトリアの大部分を奪還した。
- 戦争の結果、アンティオコス2世はプトレマイオス2世の娘ベレニケと結婚した。アンティオコス2世は前妻のラオディケ1世と離婚し、ベレニケの子供に相続権を移した。
- ミレトスの町を奪還し、アンティオコス2世は町の僭主を退位させた。ミレトスの町民は、アンティオコス2世を神として崇拝した。

### 共和政ローマ
- ローマ軍の船150隻がマルサーラからローマへの帰途、難破した。
- ティベリウス・コルンカニウスは、ローマの最高神祇官に選ばれた最初のプレブスとなった。

### ギリシア
- アンティゴノス2世の甥で摂政のアレクサンダーは、プトレマイオス2世の支援を受けてコリントスで反乱を起こし、自身を独立国の国王であると宣言した。結果、アンティゴノスは、ギリシア南部の支配の拠点であったコリントスとハルキスを失った。アイトーリアがテルモピュレを占拠すると、アンティゴノス2世はアテネから追放された。

### 中国
- 秦の昭襄王が雍で上帝を祀る郊祭をおこなった。
- 楚が鉅陽に遷都した。